# فيديريكو أنسيلمو
فيديريكو مارسيلو أنسيلمو (بالإسبانية: Federico Marcelo Anselmo)‏ (17 أبريل 1994 في الأرجنتين – )؛ وهو لاعب كرة قدم أرجنتيني يلعب كمهاجم في دوري الدرجة الأولى الأرجنتيني.

## روابط خارجية
- فيديريكو أنسيلمو على موقع قاعدة بيانات كرة القدم.إي يو (الإنجليزية)
- فيديريكو أنسيلمو على موقع Soccerway.com (الإنجليزية)
- فيديريكو أنسيلمو على موقع عالم كرة القدم.نت (الإنجليزية)
- فيديريكو أنسيلمو على موقع AS.com (الإسبانية)